# فينيسيوس توبياس
فينيسيوس توبياس (مواليد 23 فبراير 2004) هو لاعب كرة قدم برازيلي يلعب في مركز الظهير الأيمن مع نادي شاختار دونيتسك.

## مسيرة الأندية

### إنترناسيونال
ولد فينيسيوس توبياس في حي جارديم ماتارازو في ساو باولو، وبدأ مسيرته مع إنترناسيونال حيث انضم في عام 2016. بعد أدائه المميز مع فريق شباب إنترناسيونال، تم إدراجه في قائمة "الجيل القادم" لصحيفة الغارديان لعام 2021، التي تسلط الضوء على أفضل لاعبي كرة القدم الشباب في العالم.

### شاختار دونيتسك
في يوليو 2021، تم الإعلان عن أن فينيسيوس توبياس سينضم إلى شاختار دونيتسك الأوكراني في فبراير من العام التالي. غادر إنترناسيونال بعد ست سنوات من اللعب معهم. ومع ذلك، بعد الغزو الروسي لأوكرانيا 2022 الذي وقع بعد انتقال فينيسيوس توبياس إلى ناديه الجديد، تم السماح للاعبين الأجانب في أوكرانيا بمغادرة أنديتهم على سبيل الإعارة.

#### إعارة إلى ريال مدريد كاستيا
في 1 أبريل 2022، انضم إلى نادي ريال مدريد الإسباني على سبيل الإعارة حتى نهاية موسم 2022-23. نظرًا لأن ريال مدريد كان قد استخدم جميع المقاعد المتاحة للاعبين من خارج الاتحاد الأوروبي للفريق الأول، تم تسجيل توبياس لفريق ريال مدريد كاستيا.
في 17 أبريل 2022، ظهر توبياس لأول مرة مع كاستيا في خسارة 2-1 ضد ألكويانو، حيث دخل كبديل لـبيتر غونزاليس.
في 6 يناير 2024، ظهر توبياس لأول مرة مع ريال مدريد في فوز 3-1 ضد نادي أراندينا في مباراة كأس ملك إسبانيا.

## الإنجازات
ريال مدريد
- كأس السوبر الإسباني: 2023–24.[11]
- دوري أبطال أوروبا: 2023–24.[12]

## روابط خارجية
- فينيسيوس توبياس على موقع الاتحاد الأوربي (الإنجليزية)
- فينيسيوس توبياس على موقع قاعدة بيانات كرة القدم.إي يو (الإنجليزية)
- فينيسيوس توبياس على موقع ليكيب (الفرنسية)
- فينيسيوس توبياس على موقع Soccerway.com (الإنجليزية)
- فينيسيوس توبياس على موقع عالم كرة القدم.نت (الإنجليزية)